# Michał Mohyła
Michał Mohyła (rum. Mihail Movilă) – hospodar Mołdawii w roku 1607 z rodu Mohyłów.
Był synem Szymona Mohyły. Objął tron mołdawski po śmierci swojego ojca w 1607, nie zdołał jednak go utrzymać wobec polskiej interwencji w interesie swego kuzyna, Konstantyna Mohyły. Pokonany przez wojska polskich magnatów zbiegł na Wołoszczyznę, gdzie wkrótce umarł.